# عبال (الحديدة)

تعديل مصدري - تعديل

عبال هي مدينة يمنية تتبع محافظة الحديدة، بلغ تعداد سكانها 1925 نسمة حسب الإحصاء الذي أجري عام 2004.
وتعتبر مركز مديرية الحجيلة من المديرات الصغيرة على مستوى اليمن على مستوى السكان والمساحة ، فيها وادي سهام الذي يمر بجوارها ويحدها من الغرب، وتحدها صنعاء من الشرق بمديرية صعفان وجزء من حراز التي تصل إلي جزء من الشمال ومن الغرب مديرية برع ومن الجنوب مديرية بلاد الطعام التابعة لمحافظة ريمة .
تتميز بموقعها الجغرافي حيث تعتبر ملتقى لكلا بلاد الطعام التي تتبع ريمة وبرع تتبع الحديدة وصعفان تتبع صنعاء بالأضافة إلى قربها من مديرية بنى سعد تتبع المحويت ومديرية المنار التي فيها مدينة الشرق تتبع ذمار.[بحاجة لمصدر]

## الأحياء والحارات
| الحارة | عدد المساكن | عدد الأسر | الذكور | الأناث | الإجمالي |
| ------ | ----------- | --------- | ------ | ------ | -------- |